# Christophe-Bernard de Bragelongne
Christophe-Bernard de Bragelongne est prêtre, doyen et comte de l'église Saint-Julien de Brioude, né à Paris en 1688, et mort le 20 février 1744.

## Biographie
Christophe-Bernard de Bragelongne est le fils de Christophe François de Bragelogne (1646-1721),, seigneur d'Inginville, conseiller de la Grand'Chambre du Parlement de Paris et de Charlotte Pinette de Charmois, fille de Jacques Pinette de Charmois et Geneviève Hallé et nièce de Nicolas Pinette, trésorier de Gaston de France, fondateur en 1650 de l'Institution des Pères de l'Oratoire de Paris.
Il a fait ses études au collège des jésuites de Paris et y réussissant ses études de grec, belles-lettres, philosophie, mathématiques. Le père Mallebranche le prit en amitié. Ses progrès en mathématiques et en physique lui ont permis d'être nommé élève géomètre de l'Académie royale des sciences le 8 juin 1711. Il va alors s'intéresser au problème des quadratures de courbes. Il n'a lu à l'Académie que la première partie de son mémoire traitant de la quadrature des courbes où il enseigne comment transformer un courbe non quarrable en une seconde enfermant une surface un espace égal à la première, et cette seconde courbe peut être quarrée exactement. Il est nommé adjoint géomètre surnuméraire, le 3 janvier 1716.
Un de ses oncles, Nicolas de Bragelongne, doyen et comte du chapitre de Brioude l'a fait rentrer dans les ordres et lui a donné un comté de son chapitre, puis a résigné son titre de doyen du chapitre et son prieuré de Lusignan. Malgré ses nombreuses connaissances de qualité à Paris, il a alors passé la plus grande partie de sa vie sauf quand les affaires de son église ou de sa famille nécessitaient de venir à Paris. Cette absence aux réunions de l'Académie royale des sciences était contraire au règlement de l'Académie mais elle a toléré ces manques jusqu'à ce que la mort du Père Charles-René Reynaud de l'Oratoire libère une place d'associé libre. Il est nommé associé libre, le 25 mars 1728. Il participait assidument aux réunions de l'Académie à chaque fois qu'il se rendait à Paris. En 1729, Fontenelle ayant transmis à Daniel Bernoulli un exemplaire de sa Géométrie de l'infini, il lui répond en examinant l'ouvrage. La lettre est transmise le 13 janvier 1729 à Fontenelle par l'intermédiaire de son père, Jean Bernoulli. Fontenelle a demandé à Bragelongne de faire une réponse à Daniel Bernoulli, ce qu'il fait dans un mémoire Réflexions sur la Lettre de Monsieur Bernoulli, écrite de Petersbourg, le 5e octobre 1728.
En 1730, il a commencé à donner son Traité des lignes du quatrième ordre paru dans les Mémoires de l'Académie royale des sciences en 1730 et 1731.
En 1736, l'Académie lui demande d'analyser un mémoire de géométrie de M. de Cury avec Henri Pitot.

## Histoire et Mémoires de l'Académie royale des sciences
- Géométrie. Sur une théorie générale des lignes du quatrième ordre, dans Histoire de l'Académie royales des sciences - Année 1730, chez Durand, Paris, 1732, p. 68-87 (lire en ligne)
- Examen des lignes du quatrième ordre ou courbes du troisième genre, dans Mémoires de l'Académie royale des sciences - Année 1730, chez Durand, Paris, 1732, p. 158-216, 363-434 (lire en ligne)
- Géométrie. Sur les lignes du IVe ordre, dans Histoire de l'Académie royales des sciences - Année 1731, chez Panckoucke, Paris, 1764, p. 45-53 (lire en ligne))
- Examen des lignes du quatrième ordre. Troisième partie de la section 1, dans Mémoires de l'Académie royale des sciences - Année 1731, chez Panckoucke, Paris, 1764, p. 10-49 (lire en ligne)

### Biographie
- Jean-Paul Grandjean de Fouchy, Éloge de l'abbé de Bragelongne, dans Histoire de l'Académie royale des sciences - Année 1744, Imprimerie royale, Paris, 1748, p. 65-70 (lire en ligne)
- Table générale des matières contenues dans l'"Histoire" et dans les "Mémoires de l'Académie royale des sciences", par la Compagnie des libraires, Paris, 1731, tome 3, 1711-1720, p. 55 (lire en ligne)
- Table générale des matières contenues dans l'"Histoire" et dans les "Mémoires de l'Académie royale des sciences", par la Compagnie des libraires, Paris, 1734, tome 4, 1721-1730, p. 61 (lire en ligne)
- Table générale des matières contenues dans l'"Histoire" et dans les "Mémoires de l'Académie royale des sciences", par la Compagnie des libraires, Paris, 1747, tome 5, 1731-1740, p. 67 (lire en ligne)
- Thierry Joffredo, Entre algèbre et géométrie : la question des points de serpentement et de rebroussement dans la correspondance de Gabriel Cramer avec Euler et D’Alembert, dans Circé. Histoires, culture & sociétés, no 8, 2016 (lire en ligne)